# 中华人民共和国国土资源部
中华人民共和国国土资源部，是曾存在于1988年至2018年间的中华人民共和国国务院组成部门，负责土地资源、矿产资源、海洋资源等自然资源的规划、管理、保护与合理利用。

## 沿革
1998年3月10日，第九届全国人民代表大会第一次会议第三次全体会议表决通过关于国务院机构改革方案的决定。由地质矿产部、国家土地管理局、国家海洋局和国家测绘局共同组建国土资源部。保留国家海洋局和国家测绘局（后更名为“国家测绘地理信息局”）作为国土资源部的部管国家局。
2008年，根据第十一届全国人民代表大会第一次会议批准的国务院机构改革方案和《国务院关于机构设置的通知》（国发〔2008〕11号），设立国土资源部，为国务院组成部门。同时调整职责：取消已由国务院公布取消的行政审批事项；取消相关职业技能鉴定、颁证职责；将科技成果转化具体实施的职责交给事业单位和社会中介组织；将土地评估、矿业权评估、矿产资源储量评审机构和人员资质认定职责交给行业协会；加强土地供需调控和总量平衡，落实最严格的土地管理制度。加强国土规划、土地利用总体规划的整体控制作用。加强矿产资源规划和合理开发利用管理，强化资源回采率和资源综合利用率的监管。
2018年3月17日第十三届全国人民代表大会第一次会议通过《第十三届全国人民代表大会第一次会议
关于国务院机构改革方案的决定》，批准《国务院机构改革方案》。方案规定：“组建自然资源部。将国土资源部的职责，国家发展和改革委员会的组织编制主体功能区规划职责，住房和城乡建设部的城乡规划管理职责，水利部的水资源调查和确权登记管理职责，农业部的草原资源调查和确权登记管理职责，国家林业局的森林、湿地等资源调查和确权登记管理职责，国家海洋局的职责，国家测绘地理信息局的职责整合，组建自然资源部，作为国务院组成部门。自然资源部对外保留国家海洋局牌子。不再保留国土资源部、国家海洋局、国家测绘地理信息局。”

## 职责
1. 承担保护与合理利用土地资源、矿产资源、海洋资源等自然资源的责任。组织拟订国土资源发展规划和战略，开展国土资源经济形势分析，研究提出国土资源供需总量平衡的政策建议，参与国家宏观经济运行、区域协调、城乡统筹的研究并拟订涉及国土资源的调控政策和措施。编制并组织实施国土规划，制定并组织实施国土资源领域资源节约集约利用和循环经济的政策措施。
2. 承担规范国土资源管理秩序的责任。起草国土资源法律法规草案，制定部门规章并监督实施，制定地质环境保护的政策、规章，制定国土资源调查评价技术规程，拟订国土资源开发利用标准。指导地方国土资源行政执法工作，调查处理国土资源重大违法案件。
3. 承担优化配置国土资源的责任。编制和组织实施土地利用总体规划、土地利用年度计划、土地整理复垦开发规划和其他专项规划、计划。指导和审核地方土地利用总体规划、矿产资源规划，组织编制矿产资源、海洋资源、地质勘查和地质环境等规划以及地质灾害防治、矿山环境保护等其他有关的专项规划并监督检查规划执行情况。参与报国务院审批的涉及土地、矿产的相关规划的审核。
4. 负责规范国土资源权属管理。依法保护土地资源、矿产资源、海洋资源等自然资源所有者和使用者的合法权益，组织承办和调处重大权属纠纷，指导土地确权，承担各类土地登记资料的收集、整理、共享和汇交管理，提供社会查询服务。
5. 承担全国耕地保护的责任，确保规划确定的耕地保有量和基本农田面积不减少。牵头拟订并实施耕地保护政策，组织实施基本农田保护，监督占用耕地补偿制度执行情况。指导未利用土地开发、土地整理、土地复垦和耕地开发的监督工作。组织实施土地用途管制、农用地转用和土地征收征用，承担报国务院审批的各类用地的审核、报批工作。
6. 承担及时准确提供全国土地利用各种数据的责任。制定地籍管理办法，组织土地资源调查、地籍调查、土地统计和动态监测，组织国家重大土地调查专项，指导地方地籍调查、登记和土地分等定级工作。
7. 承担节约集约利用土地资源的责任。拟订并实施土地开发利用标准，管理和监督城乡建设用地供应、政府土地储备、土地开发和节约集约利用。拟订并按规定组织实施土地使用权出让、租赁、作价出资、转让等管理办法，建立基准地价、标定地价等政府公示地价制度，会同农业部门监督管理农村集体建设用地使用权的流转。制定禁止和限制供地目录、划拨用地目录等，承担报国务院审批的改制企业的国有土地资产的处置。
8. 承担规范国土资源市场秩序的责任。监测土地市场和建设用地利用情况，监管地价，规范和监管矿业权市场，组织对矿业权人勘查、开采活动进行监督管理，规范和监管国土资源相关社会中介组织和行为，依法查处违法行为。
9. 负责矿产资源开发的管理，依法管理矿业权的审批登记发证和转让审批登记，负责国家规划矿区、对国民经济具有重要价值的矿区的管理，承担保护性开采的特定矿种、优势矿产的开采总量控制及相关管理工作，组织编制实施矿业权设置方案。
10. 负责管理地质勘查行业和矿产资源储量，组织实施全国地质调查评价、矿产资源勘查，管理中央级地质勘查项目，组织实施国家重大地质勘查专项，管理地质勘查资质、地质资料、地质勘查成果，统一管理中央公益性地质调查和战略性矿产勘查工作。
11. 承担地质环境保护的责任。组织实施矿山地质环境保护，监督管理古生物化石、地质遗迹、矿业遗迹等重要保护区、保护地，依法管理水文地质、工程地质、环境地质勘查和评价工作，监测、监督防止地下水过量开采和污染，承担城市地质、农业地质、旅游地质的勘查、评价工作。
12. 承担地质灾害预防和治理的责任。指导应急处置，组织、协调、指导和监督地质灾害防治工作，制订并组织实施重大地质灾害等国土资源突发事件应急预案。
13. 依法征收资源收益，规范、监督资金使用，拟订土地、矿产资源参与经济调控的政策措施。依法组织土地、矿产资源专项收入的征管，配合有关部门拟订收益分配制度，配合有关部门指导、监督全国土地整理复垦开发资金的收取和使用。参与管理土地、矿产等资源性资产，参与管理国家出资形成的矿业权权益，负责有关资金、基金的预算和财务、资产管理与监督。
14. 推进国土资源科技进步，组织制定、实施国土资源科技发展和人才培养战略、规划和计划，组织实施重大科技专项，推进国土资源信息化和信息资料的公共服务。
15. 开展对外合作与交流，拟订对外合作勘查、开采矿产资源政策并组织实施，组织协调境外矿产。
16. 承办国务院交办的其他事项[6]。

2008年《三定方案》规定，国土资源部管理国家海洋局、国家测绘地理信息局、中国地质调查局。中国地质调查局承担统一部署和组织实施国家基础性、公益性、战略性地质和矿产勘查的职责。
2008年《三定方案》还规定，“河道采砂管理的职责分工。长江宜宾以下干流河道采砂管理体制按《长江河道采砂管理条例》的规定执行。其他河道采砂管理的职责分工是：国土资源部对保障河道内砂石资源合理开发利用负责，水利部对河道采砂影响防洪安全、河势稳定、堤防安全负责，交通运输部对河道采砂影响通航安全负责。由水利部牵头，会同国土资源部、交通运输部等部门，负责河道采砂监督管理工作，统一编制河道采砂规划和计划。河道采砂的水上执法监管，要充分发挥交通运输部门执法机构的作用。”

## 机构设置

### 部管国家局
1. 国家海洋局
2. 国家测绘地理信息局

### 部机关内设机构
- 办公厅：是国土资源部负责协调、处理部机关日常工作的职能部门。主要任务是：负责文电、会务、机要、档案等机关日常运转工作；承担信息、安全保密、信访、新闻发布和政务公开的工作；承担机关财务、资产管理、综合业务与协调处理等工作；监督管理部政务大厅。内设部长办公室（部值班室）、督查室（综合室）、信访办公室、秘书处（档案处）、新闻宣传处、行政财务处、信息化管理处[7]
- 国家土地总督察办公室：正局级，是国家土地总督察的办事机构，负责国家自然资源督察制度的具体实施和土地督察工作的组织协调。内设综合处、信息调研处、督察指导处、制度建设处、机构管理处、督察干部管理处[8]
- 政策法规司（兼部行政复议办公室）：是国土资源部负责组织法规制定、立法协调、依法行政和行政复议的职能部门。主要任务是：组织起草国土资源管理的法律法规草案，协调部内有关法律法规和规章的起草工作，承担机关有关规范性文件的合法性审核工作，推进国土资源行业依法行政；承担行政复议、行政应诉的有关工作。内设法制指导处、法规处、法制协调处、行政复议处[9]
- 调控和监测司：是国土资源部负责参与宏观调控、形势分析、综合统计、重大问题调研和重要文稿起草等工作的职能部门。主要任务是：开展国土资源经济形势分析，研究提出国土资源供需总量平衡的政策建议，参与国家宏观经济运行及相关改革研究；组织国土资源重大课题调研，承担综合统计和部内专业统计归口管理工作；承担有关重要文稿的起草工作；协调和组织部内有关综合研究工作。内设综合处、调控分析处、战略研究处、改革协调处[10]
- 规划司：是国土资源部负责国土资源规划管理的职能部门。主要任务是：编制实施国土、土地利用、矿产资源、地质环境等综合规划，组织编制资源调查评价、勘查、开发、整理、复垦等专项规划；依法指导和审核国土资源相关规划；编制管理土地利用计划和国土资源调查评价计划；承担基本建设及重大专项投资管理和建设项目用地预审工作，研究有关国土资源的区域、城乡统筹协调、综合利用和循环经济政策措施。内设国土综合处（区域发展办公室）、土地规划处、土地计划处、地质矿产规划处、投资管理处[11]
- 财务司：是国土资源部负责财务管理的职能部门。其主要任务是：承担国土资源有偿使用的工作，参与管理土地、矿产等资源性资产和国家出资形成的矿业权权益的有关工作。负责部门预算和财务监督管理工作；依法承担国土资源专项收入征管相关工作；承担有关专项资金、基金的管理工作和部门预决算、政府采购、国库集中支付和内部审计有关工作；拟订有关财务、资产管理规章，承担所属单位财务及国有资产监管的工作。内设综合处、财务处、权益处、预算处[12]
- 耕地保护司：是国土资源部负责组织指导耕地保护、基本农田保护、农用地转用、土地征收征用和土地整理、复垦、开发工作的职能部门。主要任务是：承担基本农田保护、农用地转用、土地征收征用和土地整理、复垦、开发工作；承担耕地保护责任目标考核的有关工作，监督检查基本农田保护和占用耕地补偿制度落实情况；承办报国务院审批的用地事项的审核工作。内设基本农田保护处（耕地保护责任目标考核办公室）、农地管制处、征地处、土地整理复垦处[13]
- 地籍管理司（不动产登记局）：是国土资源部负责指导监督全国土地、房屋、林地、草原、海域等不动产登记和组织指导土地调查、统计、遥感监测、不动产权属争议调处的职能部门。主要任务是：拟订地籍管理办法；拟订不动产确权、登记、争议调处办法并监督指导工作，会同有关部门调处重大不动产权属争议；会同林业部门负责国务院确定的重点国有林区森林、林木、林地的登记发证；会同海洋部门负责国务院批准项目用海、用岛的海域使用权和无居民海岛使用权的登记发证；承担各类不动产登记资料的收集、整理、共享、汇交管理和归档；拟订土地调查、监测、统计的标准规范和全国土地调查、监测总体方案并组织实施；指导地方地籍管理和不动产登记工作。内设综合处、登记处、权属处、权籍信息处、调查处、监测与统计处[14]
- 土地利用管理司：是国土资源部负责指导和管理全国城乡建设用地的开发利用、土地市场、土地价格和土地资产工作的职能部门。主要任务是：承担城乡建设用地和土地市场管理工作；规范土地使用权出让、租赁、作价出资和转让行为；拟订并实施土地供应、土地价格、土地资产和土地储备管理政策；拟订并实施土地开发利用标准；承担节约集约用地评价和建设用地分等定级工作，组织实施基准地价、标定地价等地价制度，对土地市场和地价实施动态监测。内设地价处、资产处、市场处、地用处[15]
- 地质勘查司（矿产勘查办公室）：是国土资源部管理地质勘查行业和石油、天然气、煤层气、页岩气等矿产资源探矿权、采矿权的职能部门。主要任务是:组织矿产资源、海洋资源调查评价；编制地质勘查规划并监督检查执行情况；管理中央级地质勘查项目，组织实施国家重大地质勘查专项；承担找矿突破战略行动实施工作的组织协调、评估考试和督促检查；管理地质勘查行业，管理地质勘查资质；组织拟订石油、天然气、煤层气、页岩气等矿产资源战略、政策和规划，承担探矿权、采矿权管理，以及对外合作区块的审核和监督管理。内设综合处、矿产勘查处、地质处、行业管理处、油气管理处[16]
- 矿产开发管理司：是国土资源部负责管理矿产资源（石油、天然气、煤层气除外，下同）开发和探矿权、采矿权的职能部门。主要任务是：承担矿业权审批登记发证的管理工作；组织划定国家规划矿区，编制实施矿业权设置方案；承担矿产资源保护和保护性开采特定矿种的管理事项，下达开采总量控制指标；管理矿业权市场；调处重大矿业权权属纠纷。内设综合处、煤炭矿产管理处、金属矿产管理处、非金属矿产管理处（保护性开采特定矿种管理处）[17]
- 矿产资源储量司：是国土资源部负责管理全国矿产资源储量、矿业权评估、矿产资源补偿费征收和地质资料，并对矿产资源勘查开采活动实施监督管理的职能部门。主要任务是：拟订矿产资源储量管理办法、标准、规程；管理矿产资源储量评审、登记、统计；实施矿山储量动态监督管理；承担矿产资源补偿费征收、矿产地储备、压覆矿产资源管理的事项；承担矿业权评估和地质资料汇交管理工作；负责矿产资源勘查、开采活动（石油、天然气、煤层气除外）的监督管理；组织矿产资源形势分析和战略研究。内设综合处、资源储量管理处、监督管理处、地质资料管理处[18]
- 地质环境司（地质灾害应急管理办公室）：是国土资源部负责地质环境保护工作的职能部门。主要任务是：组织指导地质灾害应急处置，组织、协调、指导和监督地质灾害防治工作；承担监督管理古生物化石、地质遗迹、矿业遗迹等重要保护区、保护地的工作；依法管理水文地质、工程地质、环境地质勘查和评价工作；组织监测、监督防止地下水过量开采引起的地面沉降和地下水污染造成的地质环境破坏。内设综合处、地质环境保护处、地质灾害防治处、地质灾害应急处、地质环境监测处[19]
- 执法监察局：是国土资源部负责对国家土地资源、矿产资源、海洋资源法律法规执行情况进行监督检查的职能部门。主要任务是：组织对国家土地资源、矿产资源、海洋资源法律法规执行情况进行监督检查；拟订土地、矿产执法监督和违法案件查处的规定；依法组织查处重大土地、矿产违法案件。内设检查指导处（案件审理处）、查处一处、查处二处、综合处[20]
- 科技与国际合作司：是国土资源部管理科学技术和国际合作工作的职能部门。主要任务是: 组织编制和实施国土资源科技发展战略、规划；组织实施重大科技计划；组织制定并管理国土资源技术标准、规程和规范；承担国土资源科技成果和科技人才管理工作；编制国土资源国际合作战略、规划、计划和政策；承担境外矿产资源勘查和参与开发的工作；承担对外及对香港、澳门特别行政区和台湾地区的合作交流。内设科技计划处、科技发展处、外事综合处、国际合作处[21]
- 人事司：是国土资源部管理干部人事、教育培训工作的职能部门。主要任务是：承办机关、国家自然资源督察机构及直属单位的人事管理、机构编制事项；按规定承办协助地方管理省级国土资源主管部门领导干部的有关工作；承担人才规划编制，组织实施教育培训工作。内设干部一处、干部二处、干部培训处、机构编制处、督察干部管理处、综合处[22]
- 机关党委：主要任务是负责部机关和在京直属单位的党群工作。内设办公室、组织宣传处、统战群工处、纪委办公室[23]
- 离退休干部局：主要任务是负责部机关离退休干部工作，指导部直属单位的离退休干部工作。内设办公室、党委办公室、离休干部管理处、退休干部管理处、秘书处、保健处、生活福利处、文体活动处[24]

### 派出机构
- 国家自然资源督察北京局，负责监管（华北）北京市、天津市、河北省、山西省、内蒙古自治区）
- 国家自然资源督察上海局，负责监管（华东）上海市、浙江省、福建省、宁波市、厦门市
- 国家自然资源督察沈阳局，负责监管（东北）辽宁省、吉林省、黑龙江省、大连市
- 国家自然资源督察南京局，负责监管（华东）江苏省、安徽省、江西省
- 国家自然资源督察济南局，负责监管（华东、华中）山东省、河南省、青岛市
- 国家自然资源督察广州局，负责监管（华南）广东省、广西自治区、海南省、深圳市
- 国家自然资源督察武汉局，负责监管（华中、西南）湖北省、湖南省、贵州省
- 国家自然资源督察成都局，负责监管（西南）四川省、重庆市、云南省、西藏自治区
- 国家自然资源督察西安局，负责监管（西北）陕西省、甘肃省、青海省、宁夏自治区、新疆自治区

### 直属单位
- 中国地质调查局
- 国土资源部机关服务局
- 国土资源部油气资源战略研究中心
- 国土资源部咨询研究中心
- 国土资源部信息中心
- 国土资源部财务服务中心
- 国土资源部宣传教育中心
- 国土资源部矿产资源储量评审中心
- 国土资源部人力资源开发中心
- 国土资源部珠宝玉石首饰管理中心
- 国土资源部土地整治中心
- 中国国土资源经济研究院
- 中国土地勘测规划院
- 中国大地出版社、地质出版社
- 中国国土资源报社
- 中国地质博物馆
- 国土资源部不动产登记中心（国土资源部法律事务中心）
- 中央地质勘查基金管理中心
- 中国矿业报社[25]

### 主管社团
- 中国土地学会
- 中国地质学会
- 中国矿业联合会
- 中国珠宝玉石首饰行业协会
- 中国地质矿产经济学会
- 中国地球物理学会
- 中国土地估价师与土地登记代理人协会
- 世界地质公园
- 中国国土资源作家协会
- 中国城市地价动态监测网
- 中国土地市场网
- 中国地籍网
- 李四光中队
- 中国矿业权评估师协会
- 中国自然辩证法研究会地学哲学委员会
- 中国老科协国土资源分会
- 中国海洋工程咨询协会
- 中国古生物化石保护基金会
- 中国地质灾害防治工程行业协会

## 历任领导
| 部长 - 周永康（1998年3月18日—2000年3月1日） - 田凤山（2000年3月1日—2003年10月28日） - 孙文盛（2003年10月28日—2007年4月27日） - 徐绍史（2007年4月27日—2013年3月16日） - 姜大明（2013年3月16日—2018年3月） 副部长 …… - 孙文盛（1999年6月—2003年10月）（正部长级） - 叶冬松（？—2004年8月10日） - 寿嘉华（1998年3月—2004年8月10日） - 李元（1998年4月—2008年2月） - 鹿心社（1999年5月—2010年8月，2005年11月至2008年10月兼国家测绘局局长） - 贠小苏（2004年8月10日—？） - 汪民（2004年8月10日—？） - 王世元（2005年12月—2016年7月） - 库热西·买合苏提（2014年3月—2018年3月，兼国家测绘地理信息局局长） - 张德霖（2015年2月—2018年3月） - 王广华（2015年7月—2018年3月） - 曹卫星（2016年3月—2018年3月） - 赵龙（2016年6月—2018年3月，至2016年10月兼规划司司长） - 凌月明（2016年12月—2018年3月） - 孙绍骋（2017年6月—2018年3月） 总工程师 - 钟自然（2011年11月—2014年6月） 总规划师 - 严之尧（2014年10月—2016年10月） 国家土地总督察 - 孙文盛（2006年8月—2007年4月） - 徐绍史（2007年4月—2013年3月） - 姜大明（2013年3月—2018年3月） 国家土地副总督察 - 李元（2006年9月—2008年2月） - 鹿心社（2009年4月—2010年8月） - 张德霖（2012年2月—2015年7月，专职；2015年7月—2018年3月，兼职） - 严之尧（2015年7月—2018年3月，专职） | 党组书记 - 周永康（1998年3月—1999年12月） - 田凤山（1999年12月—2000年1月，黑龙江省省长兼；2000年1月—2003年10月） - 孙文盛（2003年10月—2007年4月） - 徐绍史（2007年4月—2013年3月） - 姜大明（2013年3月—2017年5月） - 孙绍骋（2017年5月—6月，民政部副部长兼；2017年6月—2018年3月） 党组副书记 - 孙文盛（1999年12月—2003年10月） - 李元（2004年10月—2008年2月） - 鹿心社（2009年4月—2010年8月） 党组成员 - 李元（1998年3月—2004年10月） - 鹿心社（1998年3月—2009年4月，1998年7月至1999年5月兼耕地保护司司长） - 孙文盛（1999年6月—12月） - 王寿祥（2003年6月—2014年6月，驻部纪检组组长） - 王世元（2002年7月—2016年7月，2005年12月前兼办公厅主任） - 张德霖（2012年2月—2018年3月） - 库热西·买合苏提（2014年3月—2018年3月） - 赵凤桐（2014年6月—2017年7月，驻部纪检组组长；2017年7月—2018年3月） - 钟自然（2014年6月—7月，中国地质调查局党组书记；2014年7月—2018年3月，中国地质调查局局长、党组书记） - 王宏（2015年1月—2018年3月，国家海洋局局长、党组书记，中国海警局政委） - 严之尧（2014年9月—10月，兼耕地保护司司长；2014年10月—2018年3月） - 王广华（2015年6月—7月，兼地籍管理司（不动产登记局）司长（局长）；2015年7月—2018年3月） - 凌月明（2016年12月—2018年3月） - 姜大明（2017年5月—2018年3月） - 冯志礼（2017年7月—2018年3月，驻部纪检组组长） |

## 中央纪委驻国土资源部纪检组
1998年设立中央纪委驻国土资源部纪检组（监察部驻国土资源部监察局），是中央纪委监察部派驻机构。2014年12月，中共中央制定出台《关于加强中央纪委派驻机构建设的意见》，为派驻全覆盖确定了时间表和路线图。2015年中共中央《关于全面落实中央纪委向中央一级党和国家机关派驻纪检机构的方案》（中办发〔2015〕55号）撤销监察部驻各单位监察局，中央纪委驻各单位纪检组为对外工作联络的唯一名称，中共中央批准中央纪委对139家中央一级党和国家机关派驻纪检机构全覆盖，共设置47家派驻机构，其中20家为单独派驻机构，27家综合派驻机构负责监督119家单位。中央纪委驻国土资源部纪检组负责综合监督国土资源部、中国地震局、国家海洋局、国家测绘地理信息局、中国地质调查局5家单位。
| 组长 - 董道华（1998年4月—2003年6月） - 王寿祥（2003年6月—2014年6月） - 赵凤桐（2014年6月—2017年7月） - 冯志礼（2017年7月—2018年3月） 副组长 | 正局级纪律检查员 副局级纪律检查员 |

## 国家土地总督察
2008年《三定方案》规定，“国务院设立国家土地总督察，授权国家土地总督察对各省、自治区、直辖市，以及计划单列市人民政府土地利用和管理情况进行监督检查，落实耕地保护目标责任制，监督国家土地调控政策的实施。国家土地总督察对国务院负责。委托国土资源部组织实施国家土地督察制度，向地方派驻9个国家土地督察局。”
“在国土资源部设立国家土地总督察办公室（正局级）。主要职责是：
1. 组织协调国家土地督察机构的日常工作，拟订相关政策法规和工作规则。
2. 协调派驻地方的国家土地督察局及其人员的派驻工作，研究提出人员考核的意见。
3. 指导和监督检查国家土地督察局的工作，对土地违法违规问题提出处理意见，承担责令限期整改的具体工作。
4. 组织调查研究并提出加强土地管理的政策建议。”[2]

“国家土地督察机构行政编制360名，在国土资源部机关行政编制总额外单列。”